# تونینو (بازیکن فوتبال)
تونینو (انگلیسی: Tonino؛ زادهٔ ۱۷ ژوئیهٔ ۱۹۸۱) بازیکن فوتبال اهل اسپانیا است.